# Будзинь (Білгорайський повіт)
Будзинь (пол. Budzyń) — село в Польщі, у гміні Княжпіль Білґорайського повіту Люблінського воєводства.
У 1975-1998 роках село належало до Замойського воєводства.